# 1ª Divisione eritrea
La 1ª Divisione eritrea era una grande unità del Regio Esercito, costituita in previsione della guerra d'Etiopia.

## Storia
Ai primi mesi del 1935, in vista della attacco all'Etiopia, anche il Regio Corpo Truppe Coloniali dell'Eritrea venne mobilitato. La divisione venne costituita insieme alla 2ª Divisione eritrea per formare un Corpo d'armata Indigeno al comando del generale di corpo d'armata Alessandro Pirzio Biroli. Ognuna delle due grandi unità era formata da due brigate coloniali di ascari, con reparti di artiglieria coloniale. A dicembre 1935, al generale Salvatore Di Pietro subentrò il parigrado Gustavo Pesenti. Al termine della guerra le divisioni vennero sciolte ed i reparti dipendenti confluirono alle dipendenze del Comando Forze armate dell'Africa Orientale Italiana.

## Ordine di battaglia
1ª Divisione eritrea
- I Brigata - gen. b. Gallina
  - 1º Gruppo battaglioni eritrei
    - I Battaglione indigeni "Turitto"
    - VI Battaglione indigeni "Cossu"
    - XVI Battaglione indigeni "Adi Caieh" Native Battalion

  - 5º Gruppo battaglioni indigeni
    - VII Battaglione indigeni "Prestinari"
    - XV Battaglione indigeni "Billia"

  - I Gruppo artiglieria da montagna (da 65/17)
- III Brigata - gen. b. Cubeddu
  - 2º Gruppo battaglioni eritrei
    - III Battaglione indigeni "Galliano"
    - XI Battaglione indigeni

  - 6º Gruppo battaglioni eritrei
    - II Battaglione indigeni "Hidalgo"
    - XIII Battaglione indigeni "Roma"
    - XXIV Battaglione indigeni

  - III Gruppo artiglieria da montagna (da 65/17)

## Comandanti
- gen. Salvatore Di Pietro
- gen. Gustavo Pesenti